# 12859 Marlamoore
A 12859 Marlamoore (ideiglenes jelöléssel 1998 KK1) a Naprendszer kisbolygóövében található aszteroida. A LONEOS projekt keretében fedezték fel 1998. május 18-án.